# Place Arnaud-Bernard
Pour l’article homonyme, voir Rue Arnaud-Bernard.
La place Arnaud-Bernard (en occitan : plaça Naut Bernat) est une voie de Toulouse, chef-lieu de la région Occitanie, dans le Midi de la France.

## Situation et accès

### Description
La place Arnaud-Bernard est une voie publique. Elle se trouve dans le quartier Arnaud-Bernard.
Allongée dans le sens nord-ouest—sud-est, la place est située à proximité de la basilique Saint-Sernin, à la limite du centre historique. Au nord, elle s'ouvre à la jonction des boulevards Lascrosses et d'Arcole, face à l'avenue Honoré-Serres. Au sud, elle communique avec de petites rues tortueuses du quartier Arnaud-Bernard.
La chaussée compte une seule voie de circulation automobile à sens unique. La place appartient à une zone de rencontre où la circulation est réglementée et la vitesse limitée à 20 km/h. Il n'existe pas d'aménagement cyclable.

### Voies rencontrées
La place Arnaud-Bernard rencontre les voies suivantes, dans l'ordre des numéros croissants :
1. Rue Arnaud-Bernard
2. Boulevard Lascrosses
3. Rond-point Jean-Jacques-Laffont
4. Boulevard d'Arcole
5. Rue Escoussières-Arnaud-Bernard
6. Rue des Trois-Piliers

### Transports
La place Arnaud-Bernard n'est pas directement desservie par les transports en commun. Elle se trouve cependant à proximité des boulevards d'Arcole et Lascrosses, où se trouvent les arrêts de la ligne du Linéo L1L14 et des bus 294570. La station de métro la plus proche est la station Compans-Caffarelli, sur la ligne de métro .
Les stations de vélos en libre-service VélôToulouse les plus proches sont les stations no 90 (3 bis boulevard Lascrosses) et no 91 (48 boulevard d'Arcole).
Enfin, la place Arnaud-Bernard abrite un parking souterrain de 272 places.

## Odonymie
L'identité d'Arnaud Bernard, qui a donné son nom à la place, à la rue et en fin de compte au quartier Arnaud-Bernard, n'est pas assurée. Il s'agit sans aucun doute d'un notable toulousain de la première moitié du XIIe siècle. Il doit peut-être être identifié – si l'on suit l'historien américain John Hine Mundy (en), spécialiste de l'histoire médiévale de Toulouse – à un certain Arnaud Bernard « du haut du Bourg » (Arnaldus Bernardus de Capite Burgi en latin médiéval), ce qui indiquerait qu'il vivait au nord du bourg qui s'est développé au cours du XIIe siècle autour de l'abbaye Saint-Sernin. Il serait alors fils de Bernard-Arnaud, qui joue un rôle avec l'abbé de Saint-Sernin dans la fondation de la sauveté de Matepezoul, au nord de Toulouse, et frère d'un autre Arnaud-Bernard, aumônier de l'hôpital Saint-Raymond entre 1118 et 1125. C'est de la même époque que datent d'ailleurs les premières mentions de la porte Arnaud-Bernard (emplacement de l'actuel no 13) : le nom d'Arnaud-Bernard est d'abord celui de la porte (porta Arnaldi Bernardi en latin, 1125), avant d'être appliqué à la rue.
Le nom de la place Arnaud-Bernard n'en changea d'ailleurs presque jamais. En 1794, pendant la Révolution française, on lui attribua quelque temps celui de place Beaurepaire, en hommage à Nicolas Beaurepaire, lieutenant-colonel du 1er bataillon des volontaires de Mayenne-et-Loire, héros de la bataille de Verdun menée en 1792 contre les Prussiens lors des guerres de la Révolution française.

## Histoire

### Moyen Âge et période moderne
La place occupe un terrain possédé par le noble Arnaud Bernat au Moyen Âge, à l'intérieur des anciennes fortifications romaines de la ville. Elle communiquait alors avec l'extérieur par la porte Royale, détruite en 1825. Cette position à la limite entre le Bourg et les faubourgs l'a destinée, depuis ses origines, à l'accueil des étrangers. Au XXe siècle, ce sont tour à tour les Italiens, les Espagnols fuyant le franquisme après 1939, puis les Maghrébins à partir des années 1970, qui ont occupé le site et l'ont façonné.
A l’origine, une porte Naubernat permettait de franchir les remparts de la ville.
Le pas de la porte de Naubernat servait de lieu d’exécution jusqu’en 1525, année où l’échafaud fut déplacé sur la place Saint-Georges. On continua d’y pendre des gens jusqu’en 1751.

### Époque contemporaine

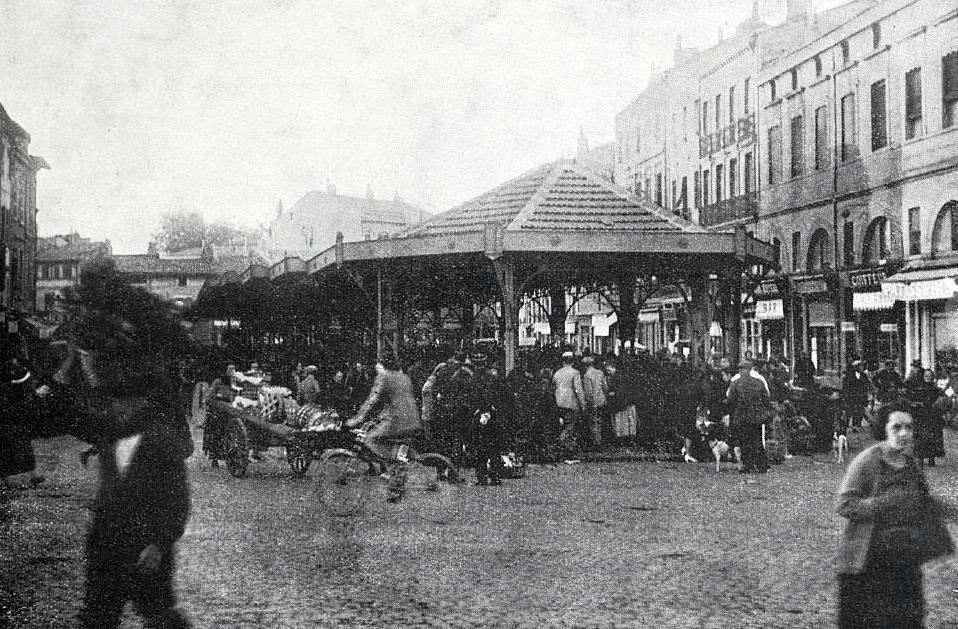
La place Arnaud-Bernard en 1934.

La place Arnaud-Bernard est bordée de nombreux commerces et restaurants. Elle accueille aussi un marché public hebdomadaire. Celui-ci se tenait autrefois sous une halle, construite en 1881 et démolie en 1972. En dehors de ces activités commerciales légales, le quartier a mauvaise réputation à cause de son trafic illégal de cigarettes et de cannabis,.
La place est le théâtre de diverses manifestations culturelles ou sociales populaires. Le Carrefour culturel Arnaud-Bernard, qui a son siège sur la place, regroupe un grand nombre d'associations à vocation sociale ou culturelle. Depuis 2008, la Mairie de Toulouse organise chaque année  un marché de Noël sur cette place. Il s'agit du marché de Noël solidaire Arnaud Bernard. L'objectif est de réunir les acteurs de l'économie solidaire et équitable, notamment des associations (ex : Humanlaya, Esprit d'Etik, Emmaüs, Artisans du Monde, ...).

## Patrimoine et lieux d'intérêt
- no  1 : immeuble (deuxième quart du XIXe siècle)[5].
- no  2 : immeuble (deuxième quart du XIXe siècle)[6].
- no  18 : immeuble (XVIIe siècle)[7].

## Dans la culture populaire
La place Arnaud-Bernard est citée dans la chanson Le Plus big défi de l'album On the Linha Imaginòt des Fabulous Trobadors.
Elle apparaît également dans le single Un morceau de Sicre de Francis Cabrel paru en 2023 : "(...) Quelques pigeons se poursuivent dans le ciel d'Arnaud Bernard. Tu mets un morceau de sicre dans ton café noir (...)".